# The Prodigal
The Prodigal (bra: O Filho Pródigo) é um filme épico bíblico de 1955 da Eastmancolor, CinemaScope, produzido pela MGM, estrelado por Edmund Purdom e Lana Turner. Foi baseado na parábola do Novo Testamento sobre um filho egoísta que deixa sua família para levar uma vida de prazer. O filme também conta com James Mitchell, Louis Calhern, Joseph Wiseman, Cecil Kellaway e Walter Hampden. A dançarina Taina Elg estreou no cinema neste filme.

## Sinopse
Micah (Edmund Purdom), um jovem garoto de fazenda hebreu, vê Samarra (Lana Turner) e diz que a terá. Ele exige que seu pai lhe dê sua herança e viaje para a cidade de Damasco. Ali Samarra o seduz e o faz perder sua herança e trair sua fé religiosa. Suportando uma série de dificuldades, Micah finalmente percebe onde ele pertence e volta para casa para seu pai, que perdoa Micah todos os seus pecados e ordena uma celebração luxuosa de seu retorno.

## Elenco
- Lana Turner como Samarra
- Edmund Purdom como Micah
- Louis Calhern como Nahreeb
- Audrey Dalton como Ruth
- James Mitchell como Asham
- Neville Brand como Rhakim
- Walter Hampden como Eli
- Taina Elg como Elissa
- Francis L. Sullivan como Bosra
- Joseph Wiseman como Carmish
- Sandy Descher como Yasmin
- John Dehner como Joram
- Cecil Kellaway como governador

## Produção
No início dos anos 50, os filmes com temas bíblicos eram muito populares. Dois amigos, Sam Larson e Joseph Breen Jr., interessaram-se pelas possibilidades cinematográficas da famosa parábola. Larson tinha distrofia muscular e achou que a história tinha ressonância com os problemas dos jovens de hoje; ele também estava interessado em ambientar Damasco e Jope em 70 a.C., raramente visto na tela. Larson e Breen escreveram um roteiro de 60 páginas juntos. Eles o levaram a Dore Schary, chefe de produção da MGM, que estava interessado. Ele designou Charles Schnee para produzir e Maurice Zimm para escrever um roteiro final.
O filme foi originalmente estrelado por Edmund Purdom, Ava Gardner e Vittorio Gassman. O roteiro de Maurice Zimm foi baseado na parábola original, mas era tecnicamente uma obra original. Foi ambientado na Síria e na Palestina em 79 aC. Eventualmente, Gardner e Grassman desistiram.
Dore Schary disse mais tarde que "levou Lana Turner a interpretá-lo" e "O fato é que gostei do roteiro. Eu pensei que atrairia uma audiência. O que eu esqueci foi que Cecil B. De Mille tinha um exclusivo na Bíblia. A pobre Lana balançou seu caminho através do filme, mas era uma tarefa sem esperança. O roteiro era sem vida."
Schary diz que depois de duas semanas filmando "Vi que estávamos na areia movediça" e pediu ao escritório de produção da MGM que calculasse o custo se o estúdio abandonasse o filme. Desde que os cenários foram construídos, os figurinos projetados e os contratos assinados (mais de US $ 200.000 foram gastos em figurinos), o estúdio teria incorrido em uma perda de US $ 1,2 milhão. Schary decidiu terminar a cena com um cronograma acelerado "e esperava que não fôssemos tão mal".

## Recepção
Segundo os registros da MGM, o filme faturou US$ 2.153.000 nos EUA e Canadá e US$ 1.990.000 em outros lugares, resultando em uma perda de US$ 771.000.
Dore Schary mais tarde chamou o filme de "o maior e mais embaraçoso fracasso" e "o pior filme que já apoiei" em seu tempo na MGM.
The Prodigal foi satirizado em Mad # 26 (novembro de 1955) como The Prodigious.